# 1799

## أحداث
- حصار ومذبحة يافا في الفترة ما بين 3 مارس و7 مارس.
- 20 مارس –21 مايو 1799: الحروب النابليونية: فشل محاولة نابليون للاستيلاء على مدينة عكا.
- بدء الحملة الفرنسية على مصر بقيادة نابليون بونابرت وقد مكثت هذه الحملة ثلاث أعوام حتى 1801.
- فشل حملة علي الكهية لاحتلال الدرعية، وعقد هدنة بين مماليك العراق والوهابيين.

### أبريل
- الطاعون الكبير يبلغ ذروته بكل من فاس ومراكش.
- 16 أبريل 1799: الحروب النابليونية: معركة جبل طابور - دفع نابليون الجيش العثماني نحو نهر الأردن بعيدًا عن عكا.

## مواليد
- ألكسندر بوشكين
- أموس برنسون ألكوت
- أونوريه دي بلزاك
- إدوارد سميث ستانلي
- جان لويس ماري بوازوي
- جون ويسلي ديفيز
- إبراهيم الموسوي القزويني

## وفيات
- بيير أوجستن كارون دي بومارشيه
- لادزارو سبالانساني
- 14 ديسمبر - الرئيس الأمريكي جورج واشنطن.
- ابن عثمان المكناسي - رحالة ومؤرخ ووزير مغربي.